# Puchar Andory w piłce nożnej (2005)
Copa Constitució 2005 (Puchar Andory w piłce nożnej 2005).
Zespoły zaznaczone kursywą uzyskały awans do dalszych gier

## I runda
Awans: FC Casa Benfica, Santa Coloma B, Esportiu Massana oraz UE Engordany.

## II runda
Awans: Lusitanos, Santa Coloma B, Granvalira Encamp oraz Inter D'Escaldes.

## III runda
Awans: Santa Coloma, CE Principat, UE Sant Julià oraz Ranger's Venecia.

## Półfinały
Awans: Santa Coloma oraz UE Sant Julià.

## Finał
Puchar wywalczyła ekipa Santa Coloma.